# Polyctenium fremontii
Polyctenium fremontii är en korsblommig växtart som först beskrevs av Sereno Watson, och fick sitt nu gällande namn av Edward Lee Greene. Polyctenium fremontii ingår i släktet Polyctenium och familjen korsblommiga växter. Inga underarter finns listade i Catalogue of Life.

## Bildgalleri

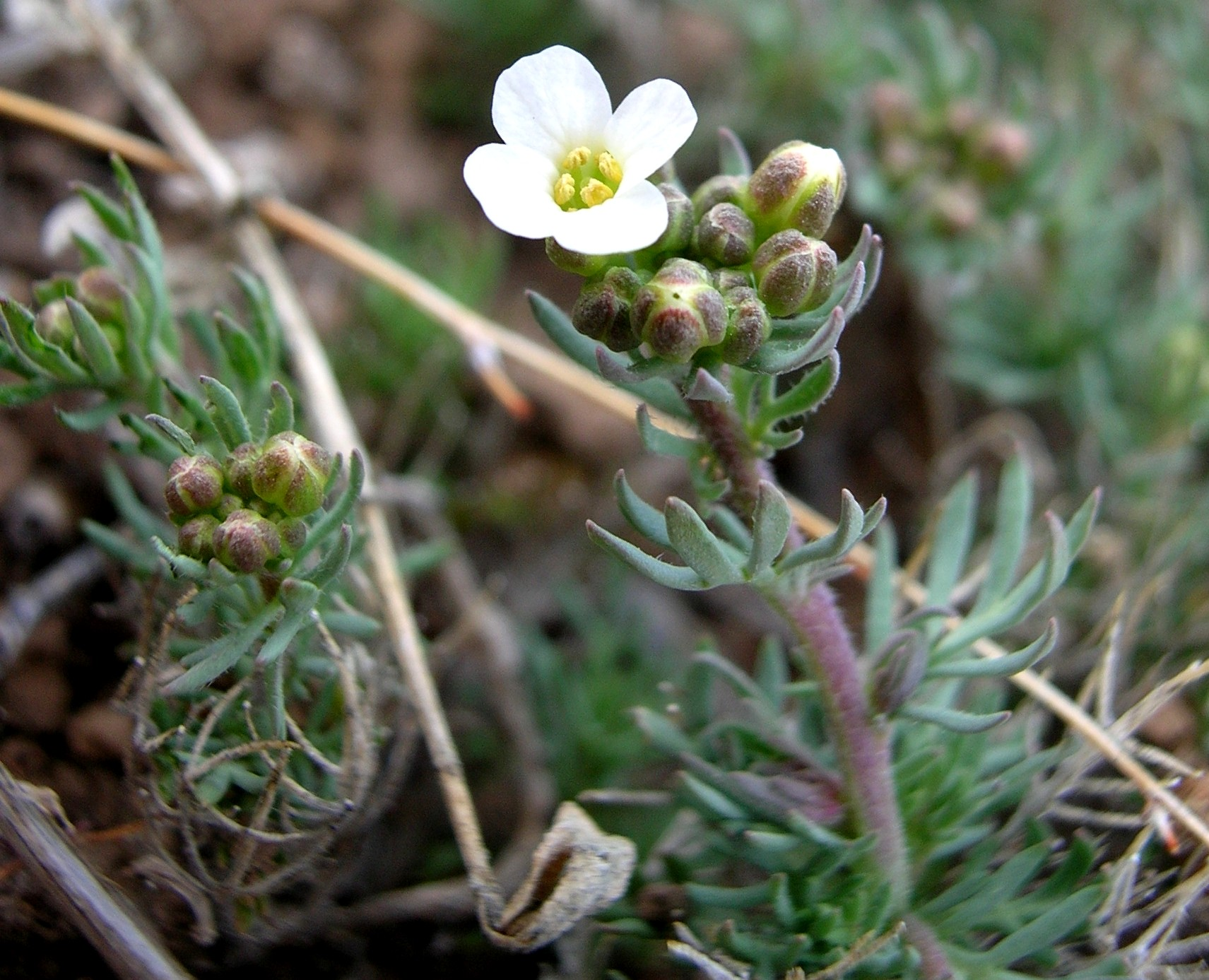